# Sejong cel Mare de Joseon
Sejong Cel Mare de Joseon (în coreeană 세종대왕; pronunție coreeană: pronunție în coreeană [ˈsʰe̞ːd͡ʑoŋ]), (n. 10 aprilie 1397, Tongin-dong⁠(d), Coreea de Sud – d. 17 februarie 1450, Q97205845⁠(d), Coreea de Sud), r. 1418 – 1450, a fost al 4-lea rege al Dinastiei Joseon. A fost al doilea fiu al lui Taejong și predecesor al fratelui sau mai în vârstă. Fondator al Hangul, singurul monarh al acestei dinastii onorat cu titulatura de Dae Wang (Mare Rege). Cu toate că apelativul "cel Mare" a fost dat postum aproape fiecărui conducător al Goryeo și Joseon, acest titlu este de obicei asociat cu Gwanggaeto și Sejong.

### Viața
Sejong a fost al treilea fiu al regelui Taejong. Când avea 12 ani a devenit Marele Prinț Chungnyeong și s-a însurat cu fiica lui Shim On din Cheongchun, cunoscută sub numele de doamna Shim și mai târziu sub titulatura de regina consoartă Soheon. Ca tânăr prinț, Sejong a excelat în studii și era favorizat de tatăl său mai mult decât cei doi frați mai mari ai săi. Ascensiunea sa la tron a fost diferită de cea a celorlalți regi. Fratele sau cel mai mare, prințul Yangnyeong, văzându-se lipsit de virtuțile și calitățile necesare unui rege, credea că Sejong este destinat să devină rege. Credea că împreună cu celălalt frate, prințul Hyoryeong aveau datoria de a-l face rege pe fratele lor mai mic. Dar s-au purtat într-un mod bădăran în cadrul curții regale, încercând să-l facă rege pe Sejong și au ajuns să fie izgoniți din capitală. Într-un final, încercarea lor îl așază pe Sejong pe tron. Fratele său cel mare devine pustnic și trăiește în munți, iar celălalt se duce la un templu budist și devine călugăr. În august 1418 Taejong abdică, iar Sejong poate urca pe tronul pe care frații săi și-au dorit atât de mult să-l vadă. Totuși, Taejong mai păstra putere la curte, în special în ceea ce privea forțele armate, până moare în 1422.

### Întărirea forțelor militare în Coreea
Regele Sejong a fost un strateg militar foarte eficient. În mai 1419, sub sfatul și îndrumarea tatălui sau, s-a îmbarcat în Expediția Gihae, țelul final al expediției militare fiind scăparea de pirații japonezi care operau în afara Tsushimei. În timpul expediției, 243 de japonezi sunt uciși, alți 110 sunt capturați în luptă, iar 180 de soldați coreeni pier de asemenea. De altfel, 146 de chinezi și 8 coreeni răpiți de japonezi, sunt eliberați. La granița de nord, Sejong a stabilit patru forturi și șase posturi care să protejeze oamenii de nomazii manciurieni ce locuiau în Manciuria. A creat, de asemenea, diverse reglementări militare care să întărească siguranța regatului. Tot în acele timpuri s-a dezvoltat tehnologia de război, printre care praful de pușcă și săgețile. În 1433, Sejong îl trimite pe generalul Kim Jong-seo la granița de nord pentru a-i învinge pe manciurieni. În urma campaniei, generalului a cucerit diverse castele și a restaurat teritoriul coreean, în ziua de azi granița dintre Coreea de Nord și China.

### Știința și tehnologia
Sejong este creditat cu invenții tehnologice și în timpul domniei sale, Jang Yeong Sil devine cunoscut ca un proeminent inventator, fiind în tinerețe un gânditor înțelept și creativ. Deși Jang se afla în partea de jos a scării sociale, Taejong, tatăl lui Sejong observă aptitudinile lui și îl cheamă la curtea regală. Inventatorul primește o poziție în guvern și fonduri pentru invențiile sale, dar oficialii protestează deoarece, credeau ei, o persoană cu o poziție socială joasă nu avea voie să se ridice printre nobili. Sejong însă credea că Jang merită tot sprijinul pentru abilitățile sale, iar acesta a ajuns să creeze designul pentru ceasuri pe apă, sfere armilare și ceasuri solare. Totuși, marea sa invenție a venit în 1422, primul pluviometru din lume (un instrument folosit de meteorologi pentru a aduna și măsura cantitatea de apă dintr-o perioadă). Totuși, acesta nu a supraviețuit timpului, din moment ce cel mai vechi pluviometru din Asia de Est existent este unul făcut în 1770, în timpul lui Yeongjo, care a dorit să reînvie timpurile glorioase ale domniei lui Sejong și a dat ordin să fie făcut unul nou după modelul vechi din cronicile erei lui Sejong. Sejong a mai dorit de asemenea să reformeze calendarul coreean care la timpul acela se baza pe latitudinea capitalei chineze. Așadar, pentru prima oară în istoria coreeană, regele i-a pus pe astronomi să creeze un calendar bazat pe latitudinea capitalei Coreei, Seul. Acest nou sistem a permis astronomilor să prezică destul de precis eclipsele solare sau de lună. În domeniul medicinei tradiționale, două tratate importante au fost scrise în timpul domniei lui. Acestea erau: ”Hyangyak chipsongbang” și ”Uibang yuchwi”, ele reprezentând, conform spuselor istoricului Kim Yung Sik, eforturile coreenilor de a dezvolta propriul lor sistem de cunoștințe medicale, separat de cel chinez.

### Literatura
Sejong a sprijinit literatura și a încurajat înalții oficiali și învățați să studieze la curtea regală. A supravegheat și chiar participat la crearea limbii scrise, Hangul, anunțând-o poporului prin Hunminjeongeum.

## Hangul
Sejong depindea de producția agricolă a fermierilor și le-a permis să plătească taxele în funcție de fluctuațiile economiei. Datorită acestui lucru, fermierii puteau să nu-și mai facă atât de multe griji pentru taxe și să se concentreze pe muncitul pământului, pentru a-și putea vinde recoltele și a trăi. Odată palatul regal a avut un surplus semnificativ de alimente iar regele Sejong le-a distribuit țăranilor săraci și fermierilor care aveau nevoie de ele. Vrând să ajute fermierii, în 1429 a creat un manual numit ”Nongsa chiksol”, manual care conținea informații despre tehnicile de agricultură, cum ar fi plantarea, recoltarea și chiar tratamentele aplicate solului, adunate de oamenii de știință din diferite regiuni ale țării. Deși majoritatea oficialilor guvernamentali și a aristocraților se opuneau folosirii alfabetului Hangul, oamenii din clasa de jos s-au bucurat deoarece deveniseră știutori de carte și puteau comunica între ei prin scris. De asemenea Sejong a scris el însuși cărți, cele mai semnificative fiind: ”Yongbi Eocheon Ga” (Cântecele dragonilor zburători, 1445), ”Seokbo Sangjeol” (Episoade din viața lui Buddha, 1447), ”Worin Cheon-gang Jigok” (Cântece ale lunii strălucind peste o sută de râuri, 1447) și referințele ”Dongguk Jeong-un„ (Dicționar de pronunție sino-coreeana, 1447). În 1420 Sejong instituie Jiphyeonjeon sau Sala merituoșilor la Palatul Gyeongbokgung, în care erau incluși învățați aleși de rege. Aceștia au participat la diverse îndatoriri, cea mai cunoscută fiind compilația Hunminjeongeum prin care sistemul Hangul a fost formulat întâia oară.

## Moartea și moștenirea
Sejong a murit în urma unor complicații ale diabetului la vârsta de 54 de ani și a fost îngropat la Mausoleumul Yeong, în Yeoju, provincia Gyeonggi, în 1450. Succesorul său a fost primul său fiu, Munjong, dar Sejong și-a dat seama că fiul său fiind bolnav nu va trăi mult, așa că pe patul de moarte i-a rugat pe învățații Sălii merituoșilor să aibă grijă de nepotul său, Danjong. Cum era de așteptat, Munjong moare la doi ani după ascensiune, iar Danjong devine al șaselea rege la vârsta de 12 ani. În cele din urmă, al doilea fiu al lui Sejong, Sejo uzurpă tronul în 1455, detronându-l pe Danjong. Când șase dintre învățați, cunoscuți și sub numele de Șase învățați martiri au fost implicați într-un complot prin care doreau să-l reinstaleze pe Danjong ca rege, Sejo desființează Sala merituoșilor, îl execută pe Danjong și pe mulți alți învățați care l-au servit pe Sejong.

## Familia
- Tata: Regele Taejong
- Mama: Regina Wongyeong din clanul Yeoheung Min
- Consoarte:

1. Regina Soheon din clanul Cheongsong Shim (소헌왕후, 1395 – 1446)
  1. Yi Hyang, Munjong de Joseon
  2. Yi Yoo, Sejo de Joseon
  3. Yi Yong, Prințul Anpyeong
  4. Yi Gu, Prințul Imyeong
  5. Yi Yeo, Prințul Gwangpyeong
  6. Yi Yoo, Prințul Geumseong
  7. Yi Im, Prințul Pyeongwon
  8. Yi Yeom, Prințul Yeongeung
  9. Prințesa Jeongso
  10. Prințesa Jeongui
2. Nobila Consoartă Regală Hye din clanul Cheongju Yang (혜빈 양씨)
  1. Yi Eo, Prințul Hannam
  2. Yi Hyeon, Prințul Suchun
  3. Yi Jeon, Prințul Yeongpung
3. Nobila Consoartă Regală Yeong din clanul Jinju Kang (영빈 강씨)
  1. Yi Yeong, Prințul Hwaui
4. Nobila Consoartă Regală Shin din clanul Cheongju Kim (신빈 김씨)
  1. Yi Jeung, Prințul Gyeyang
  2. Yi Gong, Prințul Uichang
  3. Yi Chim, Prințul Milseong
  4. Yi Yeon, Prințul Ikhyeon
  5. Yi Dang, Prințul Yeonghae
  6. Yi Geo, Prințul Damyang
  7. 2 fiice
5. Park Gwi-in (귀인 박씨)
6. Choi Gwi-in (귀인 최씨)
7. Jo Suk-ui (숙의 조씨)
8. Hong So-yeong (소용 홍씨)
9. Lee Suk-won (숙원 이씨)
  1. Prințesa Jeongan
10. Song Sang-chim (상침 송씨)
  1. Prințesa Jeonghyeon
11. Cha Sa-gi
  1. O fiică

## Întregul nume postum
- King Sejong Jangheon youngmoon Yemoo Inseong Myunghyo the Great of Korea
- 세종장헌영문예무인성명효대왕
- 世宗莊憲英文睿武仁聖明孝大王